# Paromaan
Paromaan is een bestuurslaag in het regentschap Gresik van de provincie Oost-Java, Indonesië. Paromaan telt 1774 inwoners (volkstelling 2010).